# Uri gagarn
uri gagarn（ユーリガガーン）は、日本のロックバンド。自身のレーベルaLPsを軸に活動している。イベント「月刊ぼくら」を主催。

## メンバー
威文橋 （イブンキョウ）
ボーカル、ギター担当。group_inouではcp名義でMCを担当。
樋口 （ヒグチ）
ベース担当。2023年uri gagarnに加入。NENGU、sans visage、ゆだち、peelingwards、NOUGATでもベースを担当。
川村 （カワムラ）
ドラム担当。2008年nhhmbase解散後、 2009年uri gagarnに加入。

### 旧メンバー
マキノ （マキノ）
ギター、キーボード担当。2005年脱退。
jonathan hinton （ジョナサン・ヒントン）
ドラム、ギター、キーボード、ボーカル担当。2005年脱退。
英 （ヒデ）
ベース担当。2008年nhhmbase解散後、2009年uri gagarnに加入。2019年脱退。
氏家 （ウジイエ）
ベース担当。2019年uri gagarnに加入。OUTATBEROでもベースを担当。2023年脱退。

## ミュージックビデオ
| 監督            | 曲名         |
| --------------- | ------------ |
| 福居英晃        | 「Resistor」 |
| Nollie          | 「Doom」     |
| Pennacky        | 「IJDB」     |
| Hirotaka Nozaki | 「Owl」      |
| Pennacky        | 「Jinx」     |
| Pennacky        | 「Swim」     |
| Hirotaka Nozaki | 「Shape」    |

## 主なライブ

### 主催イベント
月刊ぼくら - uri gagarn主催イベント。
- 2014年7月1日 - uri gagarn presents 「月刊ぼくら vol.1」 ～2nd album "no.1 oracle (+ bonus tracks)" saihatu kinen～[4]

w/H MOUNTAINS、Awesome City Club
- 2016年5月29日 - uri gagarn presents 「月刊ぼくら vol.2」"1st single "Face" release party"

oneman
- 2017年6月4日 - "Troche"

w/Taiko Super Kicks
- 2017年8月20日 - uri gagarn presents 「月刊ぼくら vol.3」"THE MONSTER GAGARN Ⅰ"

w/skillkills
- 2017年10月15日 - uri gagarn presents 「月刊ぼくら vol.4」"Frisbee"

w/柴田聡子 (BAND SET)
- 2017年12月17日 - uri gagarn presents 「月刊ぼくら vol.5」"THE MONSTER GAGARN Ⅱ"

w/THE NOVEMBERS、ニトロデイ

DJ: TOMMY(BOY)
- 2018年2月15日 - uri gagarn 2nd single "Few/Owl" release party

w/LOSTAGE
- 2019年7月22日 - uri gagarn presents 「月刊ぼくら vol.6」

w/シラオカ
- 2019年8月23日 - uri gagarn presents 「月刊ぼくら vol.7」

w/ミツメ

DJ: TOMMY(BOY)
- 2019年9月13日 - uri gagarn presents 「月刊ぼくら vol.8」

w/Climb The Mind
- 2019年12月18日 - uri gagarn presents 「月刊ぼくら vol.9」

w/Helsinki Lambda Club
- 2022年8月24日 - uri gagarn presents 「月刊ぼくら vol.10」

w/グッドラックヘイワ
- 2022年10月28日 - uri gagarn presents 「月刊ぼくら vol.11」

w/quiqui
- 2023年11月11日 - uri gagarn presents 「月刊ぼくら vol.12」

w/揺らぎ
- 2024年2月4日 - uri gagarn presents 「月刊ぼくら vol.13」

w/as a sketch pad、futurina

### リリースツアー
- 2013年2月10日,11日,17日 - uri gagarn "my favorite skin" release tour(3公演)[5]

w/THE NOVEMBERS、LOSTAGE、OUTATBERO、にせんねんもんだい、水中図鑑
- 2014年5月4日,5日,6日 - "LOSTAGE x uri gagarn" Split 7inch Release Tour(3公演)
- 2018年5月2日,3日,5日,6日,19日 - "For" Tour(5公演)

w/羊文学、LOSTAGE、カネコアヤノなど
- 2019年8月23日,30日,31日,9月1日,13日,14日,23日 - "Swim" Tour(7公演)

w/ミツメ、Climb The Mind、MASS OF THE FERMENTING DREGSなど
- 2019年12月6日,7日,14日,18日 - "Swim" Tour Season 2(4公演)

w/YOLZ IN THE SKY、Helsinki Lambda Clubなど

### 出演イベント
- 2009年7月13日 - GREGORY AND THE HAWK来日公演
- 2009年8月5日 - Di to lo ur[6]
- 2009年10月26日 - Side Out presents 「Cursive JAPAN TOUR 2009」
- 2009年12月31日 - We Jam Econo 2009 -Mike Watt 52th & nels cline 54th birthday-
- 2010年12月19日 - abura derabu 14
- 2011年9月27日 - contrarede presents 「SEBADOH JAPAN TOUR 2011」[7]
- 2012年3月12日 - 764-hero & moools Japan Tour 2012[8]
- 2012年7月1日 - Shimokitazawa Indie Fanclub 2012
- 2013年8月4日 - 人間交差点～夏の日の2013～
- 2013年9月5日 - ele-king presents 「PARAKEET Japan Tour 2013」
- 2014年3月21日 - みんなの戦艦2014
- 2014年8月22日 - calculator Japan Tour 2014
- 2015年2月16日 - & records presents 「MINERAL Japan Tour 2015」[9]
- 2015年4月2日 - the lost boys presents 「football, etc. Japan Tour 2015」
- 2016年7月22日 - FUJI ROCK FESTIVAL'16
- 2016年9月5日 - Pity Sex Japan Tour 2016 -TONE FLAKES Vol.103-
- 2017年3月31日 - The Lost Boys Present 「Hey Mercedes "Everynight Fire Works" Japan Tour 2017」
- 2018年5月25日 - the messthetics JAPANTOUR2018
- 2018年6月18日 - INDIE ASIA presents 「SUUNS Japan Tour 2018」
- 2018年7月22日 - Tape Waves Japan Tour 2018
- 2018年9月17日 - MACHIFES. 2018
- 2019年5月18日 - CINRA presents 「CROSSING CARNIVAL'19」
- 2019年5月19日 - HELLO INDIE 2019